# Aphelandra sulphurea
Aphelandra sulphurea är en akantusväxtart som beskrevs av Joseph Dalton Hooker. Aphelandra sulphurea ingår i släktet Aphelandra och familjen akantusväxter. Inga underarter finns listade i Catalogue of Life.